# 607년

## 연호
- 수(隋) 대업(大業) 3년
- 신라(新羅) 건복(建福) 24년

## 기년
- 수(隋) 양제(煬帝) 3년
- 신라(新羅) 진평왕(眞平王) 29년
- 고구려(高句麗) 영양왕(嬰陽王) 18년
- 백제(百濟) 무왕(武王) 8년

## 사건
- 2월 19일 - 교황 보니파시오 3세, 66대 로마 교황으로 취임.

## 사망
- 11월 12일 - 교황 보니파시오 3세, 66대 로마 교황.